# République solidaire
Die République solidaire (französisch für Solidarische Republik) ist eine politische Vereinigung im gaullistischen Spektrum in Frankreich, die am 18. Juni 2010 – dem 70. Jahrestag des Appells von de Gaulle 1940 – vom früheren französischen Premierminister Dominique de Villepin gegründet wurde.
De Villepin gründete die Vereinigung im Zuge der Auseinandersetzungen mit dem französischen Staatspräsidenten Nicolas Sarkozy und dessen Anhängern in der UMP. Sie ging aus dem ebenfalls von de Villepin gegründete Club Villepin hervor, der nach dessen Aussage 15.000 Mitglieder gehabt haben soll. Die République solidaire soll nach eigenen Angaben unmittelbar nach der Gründung bereits 5.000 Mitglieder umfasst haben, ein Jahr später wurde die Mitgliederzahl auf maximal 35.000 geschätzt.
Die République Solidaire versteht sich bisher als Teil der Union pour un mouvement populaire. Auch de Villepin selbst blieb zunächst Mitglied dieser Partei, trat allerdings 2011 aus. Laut de Villepin ist die RS eine Bewegung, die „aus der Tiefe Frankreichs kommt, der Tiefe der Geschichte“, einem „Zusammenschluss zum Wiederaufbau, zur Wiedereroberung, zur Neugründung Frankreichs“.
Die Gründung der Vereinigung – die bisher nicht den Status einer politischen Partei hat – wurde von Beginn an als Vorbereitung einer Kandidatur de Villepins bei den französischen Präsidentschaftswahlen 2012 interpretiert. Tatsächlich gab de Villepin im Dezember 2011 seine Kandidatur bei der Wahl bekannt. Er erreichte aber nicht die notwendigen 500 Unterstützerunterschriften und konnte daher nicht zur Wahl antreten.
Umfragen unmittelbar nach der Gründung der République solidaire schätzten ein Wahlergebnis für de Villepin bei der Präsidentschaftswahl zwischen fünf und zehn Prozent der Wählerstimmen. Im Dezember 2011 lagen die Umfrageergebnisse de Villepins aber nur noch zwischen einem und 3,5 Prozent.
Im September 2011 legte de Villepin den Vorsitz der République solidaire nieder. Sein Nachfolger wurde der UMP-Abgeordnete Jean-Pierre Grand.